# Pazos de Borbén
Pazos de Borbén – gmina w Hiszpanii, w prowincji Pontevedra, w Galicji, o powierzchni 49,99 km². W 2011 roku gmina liczyła 3170 mieszkańców.